# Lovre Bašić
Lovre Bašić (Zadar, 9. srpnja 2002.) hrvatski je profesionalni košarkaš, igra za Zadar. S hrvatskom kadetskom košarkaškom reprezentacijom (do 16) osvojio je zlatnu medalju na Europskom prvenstvu 2011. u Češkoj.